# Siphona adbominalis
Siphona adbominalis är en tvåvingeart som först beskrevs av Robineau-desvoidy 1830.  Siphona adbominalis ingår i släktet Siphona och familjen parasitflugor. Inga underarter finns listade i Catalogue of Life.